# 108 Carinae
108 Carinae (c Carinae, ou HD 76728, ou 3571) é uma estrela dupla na direção da Carina. Possui uma ascensão reta de 08h 55m 02.86s e uma declinação de −60° 38′ 41.0″. Sua magnitude aparente é igual a 3.84. Considerando sua distância de 312 anos-luz em relação à Terra, sua magnitude absoluta é igual a −1.06. Pertence à classe espectral B8III.